# Fred Mustard Stewart
Fred Mustard Stewart (né le 17 septembre 1932 à Anderson en Indiana et mort le 7 février 2007 à New York) est un romancier américain dont les romans les plus connus sont The Mephisto Waltz (1969), qui a été adapté au cinéma pour un film du même nom, Six Weeks (1976), aussi adapté au cinéma, Century, et Ellis Island (1983), adapté sous forme de mini-séries télévisées par la chaîne américaine CBS en 1984.
Diplômé de l'université de Princeton en 1954, il a dans un premier temps entamé une carrière de pianiste de concert.

## Adaptations
- Le film Six Weeks a été tiré de sa nouvelle de 1976
- Le téléfilm Ellis Island, les portes de l'espoir a été tiré de sa nouvelle de 1983